# Родеро
Родеро (итал. Rodero) — коммуна в Италии, располагается в регионе Ломбардия, в провинции Комо.
Население составляет 1189 человек (2008 г.), плотность населения составляет 537 чел./км². Занимает площадь 2 км². Почтовый индекс — 22070. Телефонный код — 031.
Покровителями коммуны почитаются святые апостолы Симон Кананит и Иуда Фаддей, празднование 28 октября.

## Демография
Динамика населения:

## Администрация коммуны
- Официальный сайт: